# Cabeço da Fajã
O Cabeço da Fajã é uma elevação portuguesa localizada no concelho da Madalena, ilha do Pico, arquipélago dos Açores.
Este acidente geológico tem o seu ponto mais elevado a 709 metros de altitude acima do nível do mar.
Nas imediações deste acidente geológico encontra-se o Pico da Urze e o Cabeço do Moiro. Localiza-se numa zona fortemente arborizada onde se destacam grandes coberturas da floresta endémica da macaronésia.